# الشبكة العنكبوتية العالمية

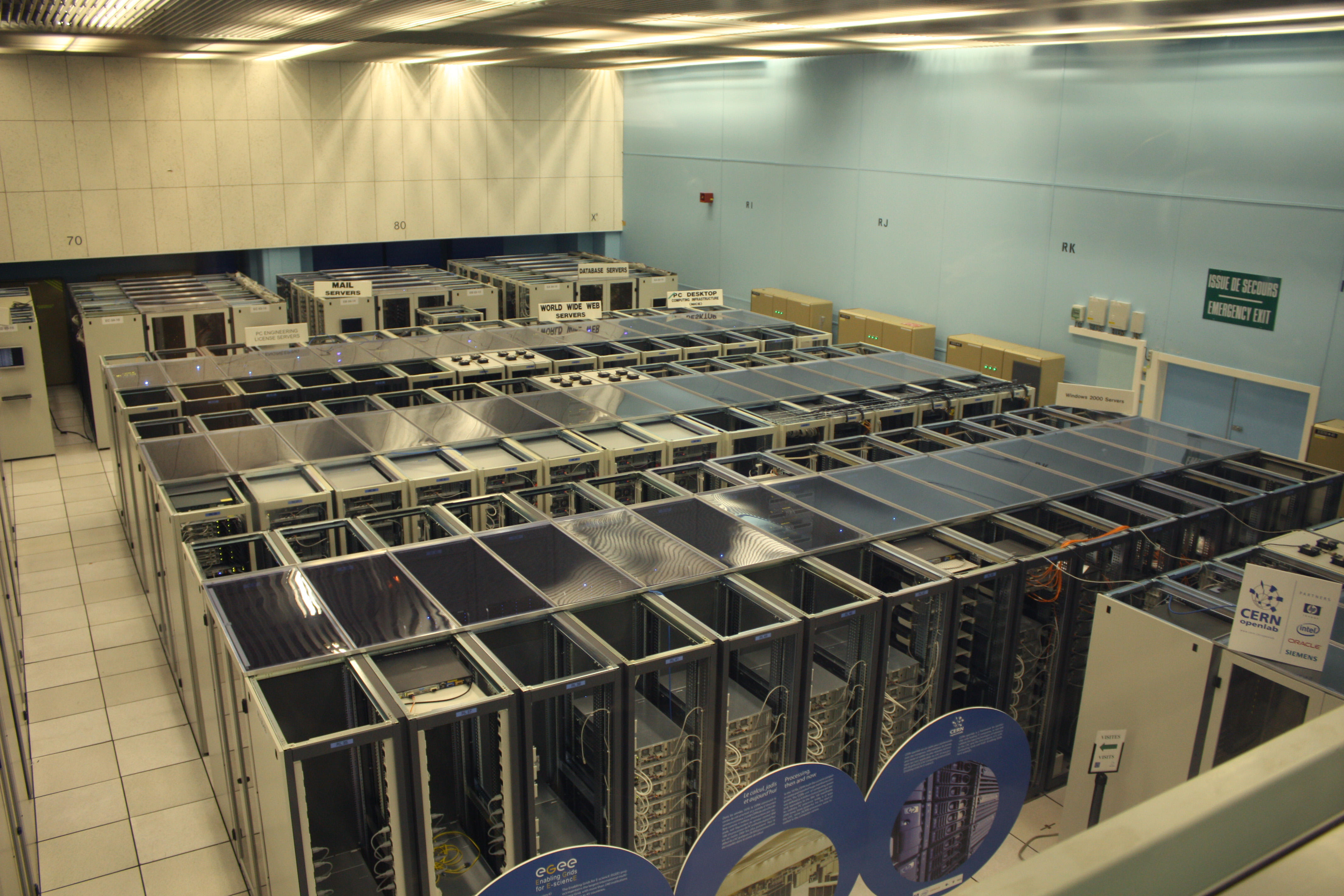
قاعدة بيانات معجل سيرن

الويب أو الوِب أو الشبكة العنكبوتية العالمية أو النسيج العنكبوتي العالمي أو النسيج العالمي للمعلومات (بالإنجليزية: World Wide Web) أو اختصاراً وِبْ وهي نظام يعمل على ترابط المستندات ببعضها البعض أو هو مجموعة من النصوص الفائقة التي تعمل فوق الإنترنت. ويستطيع المستخدم تصفّح هذه المستندات باستخدام متصفّح ويب، كما يستطيع التنقّل بين هذه الصفحات عبر وصلات النص الفائق. وتحوي هذه المستندات على نص صِرْف، صور ووسائط متعددة.
أنشئت سنة 1989م، وكان الغرض منها تيسير الاتصال بين المنظمات الأوروبية المجتمعة في سويسرا.
والويب نظام للترابط بين النصوص في الشبكة (الانترنت). هذا الترابط المتداخل (Hyperlinking) بين النصوص في الشبكة(الإنترنت) يسمح بالانتقال فيما بين الصفحات باستعمال متصفح إنترنت.
وصفحات الويب من الممكن أن تحتوي على نصوص، وصور، وأصوات، ومرئيات (فيديو)، وصور متحركة، وبرامج تفاعلية، وغير ذلك.
ويقوم بتوفير هذه الصفحات في الشبكة (الإنترنت) مخدم (ويب سرفر). ويقوم هذا المخدم بإرسال الصفحات، ومحتوياتها بناء على الطلب من متصفح الشبكة.
ومن أهم الأدوات فيُرجى شبكة الويب هي البواحيث (محركات البحث). إذ أنه بسبب ضخامة الشابكة، هناك حاجة لاستعمال خدمات البحث في الإنترنت لإيجاد المعلومات المطلوبة.

## تعريف

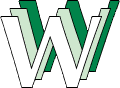
شعار الشبكة العنكبوتية العالمية التاريخي، صممه روبرت كايلي

رابط الشبكة المعلوماتية العالمية (World Wide Web Consortium, W3C) تجمع صناعي دولي هدفه هو قيادة شبكة الويب إلى أقصى إمكانياتها. ينخرط في الرابطة أعضاء يعدون بأكثر من 500 منظمة موزعة حول العالم تجعل الرابطة تنال اعترافاً دولياً بمساهمتها في تطور ونمو الويب.
يُسمح للمنظمات المنخرطة في W3C أن تلجأ إلى جميع معلومات موقع W3C الخاصة بالأعضاء حيث توجد هناك حوارات حول أخر التقنيات في ميدان شبكة الويب. هذا يهم خصوصا مصممي مواقع الويب. وللأعضاء أيضاً فرص للتأثير على مقاييس المستقبل والمشاركة في اللقاءات المنظمة من طرف W3C.
مكتب W3C بالمغرب هو مكان الاتصال لأنشطة W3C بالمغرب ويوجد بالمدرسة المحمدية للمهندسين بالرباط. توجد مكاتب أخرى حول العالم، مثل ألمانيا والسويد وأستراليا وهونغ كونغ واليونان، دورها هو جعل توصيات W3C معروفة أيضا لدى تلك الدول. يكون المكتب أساسيا أيضا في إبلاغ الملاحظات والاقتراحات المحلية إلى رابطة W3C. انتشار المكاتب حول العالم يجعل شبكة المعلومات حقيقة في متناول الجميع. من بين أدوار مكتب المغرب:
- تحمل الأنشطة المحلية كالمحاضرات والمناظرات وجلسات عمل W3C.
- منتدى لأعضاء الرابطة بالمغرب.
- إبلاغ W3C بالملاحظات والاقتراحات المحلية.
- إيداع نتائج W3C عبر رسائل محلية خصوصا منها التي تتعلق بآخر التقنيات التي توصلت لها W3C.
- تقديم دروس وعروض مفتوحة حول تكنولوجيات W3C الجديدة.

## التاريخ
نشأ المفهوم الأساسي للنص الفائق في مشاريع سابقة في الستينيات من القرن العشرين، مثل نظام تحرير النص الفائق (إتش إي إس) في جامعة براون، ومشروع تيد نيلسون، زانادو، ونظام دوغلاس إنجيلبارت، أونلاين سيستم (إن إل إس). استلهم كل من نيلسون وإنجيلبارت بدورهما من الميمكس القائم على الميكروفيلم لفانيفار بوش، والذي وُصف في مقال عام 1945 بعنوان «كما قد نفكر». أصبحت رؤية تيم بيرنرز لي لنظام المعلومات العالمي المترابط أمرًا ممكنًا بحلول النصف الثاني من ثمانينيات القرن العشرين. بحلول عام 1985، بدأ الإنترنت العالمي في الانتشار في أوروبا وظهر نظام أسماء النطاقات (الذي بُني عليه محدد موقع الموارد الموحد). في عام 1988، جرى أول اتصال مباشر عبر بروتوكول الإنترنت بين أوروبا وأمريكا الشمالية، وبدأ بيرنرز لي في مناقشة إمكانية وجود نظام شبيه بالويب في سيرن (المنظمة الأوروبية للأبحاث النووية).
أثناء عمله في سيرن، شعر بيرنرز لي بالإحباط بسبب عدم الكفاءة والصعوبات التي تعترض عملية العثور على المعلومات المخزنة على حواسيب مختلفة. في 12 مارس عام 1989، قدم مذكرة بعنوان «إدارة المعلومات: اقتراح»، إلى الإدارة في سيرن لنظام يسمى «ميش» الذي أشار إلى برنامج إنكواير، وهو قاعدة بيانات ومشروع برمجيات صممه في عام 1980، استخدم فيه مصطلح «الويب» ووصف نظامًا أكثر تفصيلًا لإدارة المعلومات استنادًا إلى الروابط المضمنة كنص: «تخيل، إذن، أن المراجع في هذا المستند كلها مرتبطة بعنوان الشبكة للشيء المُشار إليه، بحيث يمكن أثناء قراءة هذا المستند، الوصول إليها بنقرة على الفأرة.» وأوضح أن مثل هذا النظام يمكن الإشارة إليه باستخدام أحد المعاني الموجودة لكلمة النص الفائق، وهو مصطلح صيغ في الخمسينيات من القرن العشرين. يستمر المقترح ليذكر أنه لا يوجد مانع بأن تشمل روابط النص الفائق وثائق الوسائط المتعددة بما في ذلك الرسومات والكلام والفيديو، بحيث يستمر بيرنرز لي في استخدام مصطلح هيبرميديا.
بمساعدة من زميله المهتم بالنصوص الفائقة روبرت كايلي، قدّم اقتراحًا أكثر رسمية في 12 نوفمبر عام 1990 لبناء «مشروع نص فائق» اسمه وورلد وايد ويب أو دبليو 3 اختصارًا، ليكون بمثابة «شبكة» من «مستندات النصوص الفائقة» لتُعرض بواسطة «متصفحات» باستخدام نموذج العميل والخادم. في هذه المرحلة، كان كل من إتش تي إم إل (لغة توصيف النص الفائق) وإتش تي تي بّي (بروتوكول نقل النص الفائق) قيد التطوير لمدة شهرين تقريبًا، وكان أول خادم ويب على بُعد نحو شهر من إكمال أول اختبار ناجح له. قدّر هذا الاقتراح تطوير شبكة ويب للقراءة فقط في غضون ثلاثة أشهر وأن الأمر سيستغرق ستة أشهر للوصول إلى «إنشاء روابط جديدة ومواد جديدة من قبل القراء، ليصبح التأليف متاحًا للجميع» وأيضًا «إعلام القارئ عند توفر مادة جديدة تهمه بصورة تلقائية». تحقق هدف تطوير شبكة للقراءة فقط، ولكن استغرقت إمكانية تأليف محتوى الويب المتاح للجميع وقتًا أطول حتى تزدهر، وتضمن هذا المحتوى مواقع «الويكي»، والويب داف (التأليف الموزع على الويب وتعيين الإصدار) والمدونات وتقنيات ويب 2.0 وصيغة آتوم أو آر إس إس (ملخص المحتوى الغني).
صُمِّم الاقتراح على غرار ديناتكست، قارئ لغة الترميز القياسي العام، بواسطة إلكترونيك بوك تكنولوجي، والذي انبثق من معهد الأبحاث في المعلومات والمنح الدراسية في جامعة براون. كان نظام ديناتكست، المرخص من قبل سِرن، لاعبًا رئيسيًا في تطور لغة الترميز القياسي العام آيزو 8879:1986 إلى هايبرميديا ضمن لغة هايتايم، ولكنه كان مكلفًا جدًا وله سياسة ترخيص غير مناسبة للاستخدام في مجتمع فيزياء الطاقة العالية العام، لوجود رسوم على كل مستند وكل تعديل في المستند. استخدم بيرنرز لي كمبيوتر نكست ليكون أول خادم ويب في العالم، واستخدمه أيضًا لكتابة أول متصفح ويب في عام 1990. بحلول عيد الميلاد في عام 1990، كان بيرنرز لي قد صنع كل الأدوات اللازمة لتطوير شبكة ويب عاملة، أي متصفح الويب الأول (ورلد وايد ويب، والذي كان أيضًا محرر ويب) وأول خادم ويب. نُشر الموقع الأول، الذي وصف المشروع ذاته، في 20 ديسمبر عام 1990.
فُقِدت صفحة الويب الأولى، لكن بول جونز من جامعة ولاية كارولاينا الشمالية في تشابل هيل، كارولاينا الشمالية، أعلن في مايو عام 2013 أن بيرنرز لي قدم له ما يقول إنها أقدم صفحة ويب معروفة أثناء زيارة إلى جامعة ولاية كارولاينا الشمالية في عام 1991. خزّن جونز تلك الصفحة ضمن محرك مغناطيسي بصري وعلى حاسوب نكست الذي كان لديه. في 6 أغسطس عام 1991، نشر بيرنرز لي ملخصًا قصيرًا لمشروع شبكة الويب العالمية على مجموعة أخبار يوزنت «آلت دوت هايبرتكست». يخلط البعض أحيانًا بين هذا التاريخ والتوفر العام لخوادم الويب الأولى، والذي حدث قبل ذلك بأشهر. مثال آخر على هذا الالتباس: ذكرت العديد من وسائل الإعلام أن الصورة الأولى على الويب نشرها بيرنرز لي في عام 1992، وهي صورة لفرقة لي زوريبيل سيرنيت التهكمية التي أنشأها موظفون في سيرن، والتقطها سيلفانو دي جينارو. أنكر جينارو هذه القصة، وكتب أن وسائل الإعلام كانت «تحرف كلماتنا تمامًا من أجل الإثارة الرخيصة».
جرى تثبيت أول خادم خارج أوروبا في ديسمبر عام 1991 في مركز المعجل الخطي ستانفورد (إس إل إيه سي) في بالو ألتو، كاليفورنيا، لاستضافة قاعدة بيانات سبايرز–هيب.
كان ابتكار بيرنرز لي مزجًا بين النصوص الفائقة والإنترنت. في كتابه نسج شبكة الويب، أوضح أنه اقترح مرارًا وتكرارًا على أعضاء المجتمعين التقنيين أن المزج بين التقنيتين ممكن. ولكن عندما لم يقبل أحد اقتراحه، تولى المشروع بنفسه لاحقًا. خلال هذه العملية، طور بيرنرز لي ثلاث تقنيات أساسية:
- نظام من المعرفات الفريدة عالميًا للموارد المنتشرة على الويب وفي أي مكان آخر، معرف المستندات العالمي (يو دي آي)، الذي عُرف لاحقًا باسم محدد موقع الموارد الموحد (يو أر إل) ومعرف الموارد الموحد (يو آر آي).
- لغة النشر إتش تي إم إل (لغة توصيف النص الفائق).
- إتش تي تي بّي (بروتوكول نقل النص الفائق).[31]

## مصطلحات ذات صلة
- تيم بيرنرز لي، مخترع مفهوم الشبكة العنكبوتية العالمية.
- الصفة على الخط أو أون لاين، " Online" (مستعملة أيضا في المحادثات الهاتفية وعالم الإذاعة والتلفاز). وتعني متوفر وموجود على الشبكة.
- عنوان آي بي وهو عنوان الجهاز المرتبطة بالشبكة للتعريف به.
- عنوان انترنت، وهو العنوان المعرف لمادة أو مورد على الشبكة.
- برتوكول اتصال، يعني مجموعة من المبادئ والأسس التي بنيت عليها قوانين تحدد كيفية وطريقة وتنظيم الاتصالات عبر الشبكة.
- بروتوكول نقل النص الفائق، هو البرتوكول المستعمل للاتصال بالشبكة العنكبوتية العالمية للوصول إلى مواردها. وتتوفر نسخة أخرى أكثر حماية وهي بروتوكول نقل النص التشعبي الآمن.
- رابط تشعبي: وهي وصلة تسمح بمعرفة مكان تواجد ملف معلوماتي.
- لغة ترميز النص الفائق أو لغة ترميز النص الفائق، تسمح هذهِ اللغة بإنشاء صفحات تنشر على الشبكة أو الويب (لذا سميت بصفحات الويب) تحتوي على نصوص مهيأة وتنشر صوراً ومواد أخرى. اسم صفحة الويب غالباً ما ينتهي بإضافة.html أو.htm
- محرر HTML وهي لغة برمجية تساعد عند تحرير أي ملف (صفحة ويب) باستعمال لغة ترميز النص الفائق.
- خادم الويب وهو أداة برمجية تعرض موارد الويب على شكل مواقع إنترنت. يستخدم عادة برمجية متصفح الويب في التخاطب مع الخادم باستعمال بروتوكول نقل النص الفائق للتمكن من مطالعة المواقع المضافة.
- متصفح الويب أداة برمجية تعمل لأجل ان يستخدمها الناس لمطالعة المواقع على الشبكة.
- موقع ويب
- استضافة مواقع ويب.
- دليل مواقع الويب
- بوابة ويب
- خدمة ويب

## العمل

### لُغَةُ تأثيرِ النُصوصِ التَشَعُبِيَّةِ (HTML)
لغة ترميز النص التشعبي (بالإنجليزية: HyperText Markup Language) (اختصار إتش تي إم إل HTML)، هي لغة ترميز تستعمل في إنشاء وتصميم صفحات ومواقع الويب، وتعتبر هذه اللّغة من أقدم اللّغات وأوسعها استخداما في تصميم صفحات الويب. HTML هيكل صفحة الويب وتعطي متصفّح الإنترنت وصفا لكيفيّة عرضه لمحتوياتها، فهي تعلمه بأنّ هذا عنوان رئيسي وتلك فقرة وغير ذلك الكثير. وتستخدم الـ HTML مايعرف بالوسوم ''tags'' لإصدار التعليمات إلى المتصفّح، هذه الوسوم توضع بين علامتى أكبر من '''>''' وأصغر من '''<''' الّتي تنقسم إلى نوعين:
1. وسم البداية كـ <html> , <p> , <h1> , <body>
2. وسم النهاية كـ <html> , </p> , </h1> , </body/>

بتجميع وسم البداية ووسم النهاية نحصل على عنصر HTML.
تبدأ أكواد HTML بالوسم <html>، وتنتهى بالوسم</html> .يقوم متصفح الوب بترجمة السطور البرمجيّة بلغة HTML إلى محتوى مرئي سهل القراءة لزوار الموقع.

عرفت لعدم حساسيتها لحالة الأحرف أو لترتيب بعض الخصائص؛ ولكلّ عنصر HTML خصائص تتحكّم في كيفيّة ظهورهِ. وذلك لكي تكون عمليّة تصميم المواقع عمليّة سهلة ولينة وبدون أي تعقيدات. إن لغة HTML من اللّغات المدعومة بمعايير قياسيّة محددّه يفضّل الالتزام بها من قبل W3C فالالتزام بمعايير الـ HTML أثناء تصميم المواقع يمنح الصفحة قابليّة أكثر للعرض والاستخدام على أنواع وإصدارات مختلفة من المتصفحات. ومن ناحية أخرى فإن لغة HTML مركبة بشكل نحوي تركيبا يدعى DOM ؛ الّذي يحدّد معيارا للوصول والتلاعب بملفّات HTML [1]، عمليّة تصميم المواقع مع DOM تجعل صفحة الموقع تظهر وكأنّها شجرة من الوسوم .

## أمن الويب
بالنسبة للمجرمين ، أصبحت الويب مكانًا لنشر البرامج الضارة والانخراط في مجموعة من الجرائم الإلكترونية، بما في ذلك سرقة الهوية والاحتيال والتجسس وجمع المعلومات الاستخبارية. تفوق الثغرات الأمنية المستندة إلى الويب الآن المخاوف المتعلقة بأمان الكمبيوتر التقليدي، وحسب قياس جوجل ، قد تحتوي صفحة واحدة من كل عشر صفحات على شيفرات ضارة. تقع معظم الهجمات المستندة إلى الويب على مواقع ويب مشروعة، ويتم استضافة معظم الهجمات، حسب قياس Sophos ، في الولايات المتحدة والصين وروسيا.